# 철 조례
철 조례(영어: Iron Act)는 영국 의회에 의해 1750년 제정된 법으로 식민지인들이 철을 녹이는 것을 금지한 조례이다.